# Санте Гаярдоні
Санте Гаярдоні (італ. Sante Gaiardoni, 29 червня 1939 — 30 листопада 2023) — італійський велогонщик.
Олімпійський чемпіон 1960 (гіт на 1000 м), 1960 (спринт) років.
Чемпіон світу з трекових велоперегонів 1960 (аматорський спринт), 1963 (професіональний спринт) років, срібний призер 1958 (аматорський спринт), 1959 (аматорський спринт), 1962 (професіональний спринт), 1970 (професіональний спринт) років, бронзовий призер 1966 (професіональний спринт), 1969 (професіональний спринт) років.